# Лотторф
Лотторф (нем. Lottorf) — община в Германии, в земле Шлезвиг-Гольштейн. 
Входит в состав района Шлезвиг-Фленсбург. Подчиняется управлению Хаддеби.  Население составляет 223 человека (на 31 декабря 2010 года). Занимает площадь 5,78 км².